# Glavica (Bosanska Krupa)
Glavica kihalófélben levő szerb falu Bosznia-Hercegovinában, a Bosznia-hercegovinai Föderáció Una-Szanai kantonjában, Bosanska Krupa községben.

## Fekvése
Bosznia-Hercegovina északnyugati részén, Bihácstól légvonalban 34, közúton 57 km-re északkeletre, Bosanska Krupa központjától légvonalban 15, közúton 21 km-re északra levő dombos, erdős területen, a Glodina-patak völgyében fekszik. Itt találkoznak Velika Dabrina és Mala Dabrina patakok, melyek a Glodinába áramlanak. Kicsit lejjebb fogadja be a Glodina a Halilovac-patakot. E patakok között emelkedik az a domb, ahol a falu fekszik. A vizet a Litica, a Krstošica és a Drenovac-forrásokból nyerik. A település három fő részből áll: Glavica, Velika Dabrina és Halilovac.

## Népessége
| Nemzetiségi csoport | Népesség 1991 | Népesség 2013 |
| ------------------- | ------------- | ------------- |
| Szerb               | 118           | 7             |
| Bosnyák             | 0             | 0             |
| Horvát              | 0             | 0             |
| Jugoszláv           | 0             | 0             |
| Egyéb               | 1             | 0             |
| Összesen            | 119           | 7             |

## Története
A mára szinte kihalt településen a középkorban még élénk élet folyt. A falu temploma a Mala- és Velika Dabrina patakok összefolyásánál állt, ahol alapfalai és egykori temetőjének maradványai ma is megtalálhatók. A középkori település valószínűleg a török hódítás során, 1575 és 1578 között pusztult el. Ekkor sokan vándoroltak ki az északi horvát vidékekre. A törökök a lepusztult településre Limből és Ibarból telepítettek be szerb családokat, míg a mai nép többsége a közeli szerb falvakhoz hasonlóan a 19. században érkezett Likából és Dalmáciából. A 20. század közepén még népes falu lakossága a század második felében rohamos csökkenésnek indult. 1971-ben még 224, 1981-ben 157, 1991-ben 119 lakosa volt. Sorsát a boszniai háború pecsételte meg, amikor környékén súlyos harcok folytak és a győztes bosnyák csapatok elől a szerb lakosság többsége elmenekült. 2013-ban már csak 7 lakos élt a településen.

## Gazdaság
A helyiek főként mezőgazdasággal és szarvasmarha-tenyésztéssel foglalkoznak.

## Nevezetességei
Középkori templomának maradványai a Mala- és Velika Dabrina patakok összefolyásánál. A templom kelet-nyugati tájolású volt, hosszabbik oldala 10 méter, a rövidebbik 8 méter volt. Mára csak alapfalai látszanak. A maradványokat a bosnyák régész, Branka Raunig azonosította.